# Накорінниця Олени
Накорінниця Олени (Phelypaea helenae) — вид квіткових рослин родини вовчкових (Orobanchaceae).

## Біоморфологічна характеристика
Це багаторічна рослина заввишки 30–30 см. Віночок оранжево-жовтий, складки нижньої губи червоні, укриті світлими волосками.

## Поширення
Ендемік Криму.
В Україні вид росте на кам'янистих схилах — у гірському Криму у верхньому лісовому поясі, по правому березі р. Альми в Алуштинському заповідно-мисливському господарстві; ендемік Криму; паразитує на корінні волошок.